# Чатри

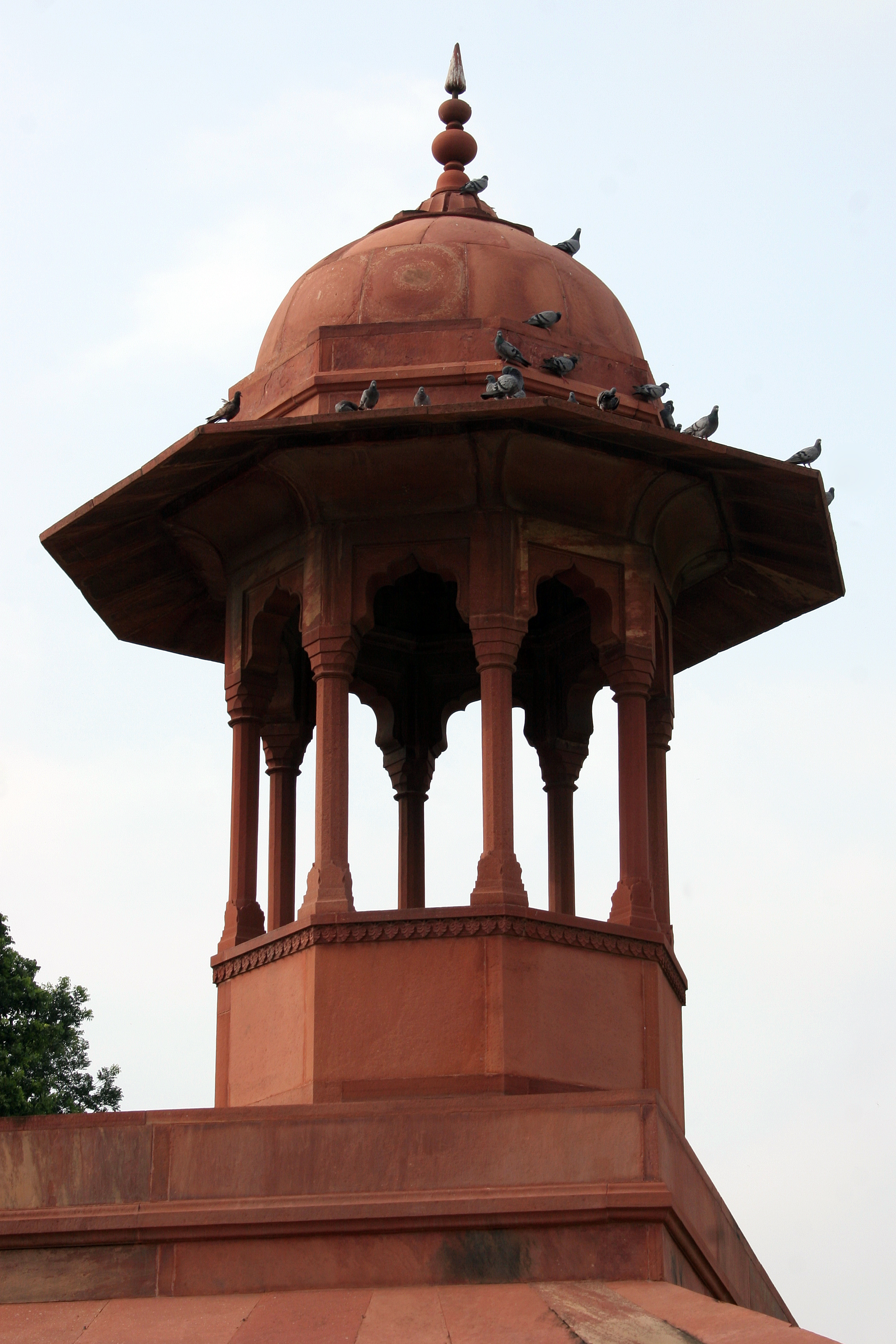
Чатри на главных воротах Тадж-Махала в Агре, Уттар-Прадеш (ок. 1650)

Чатри (от санскр. छतरी — «зонтик») — характерный декоративный элемент индийской архитектуры, особенно индуистской архитектуры Северо-Западной Индии и архитектуры Великих Моголов.

## Описание

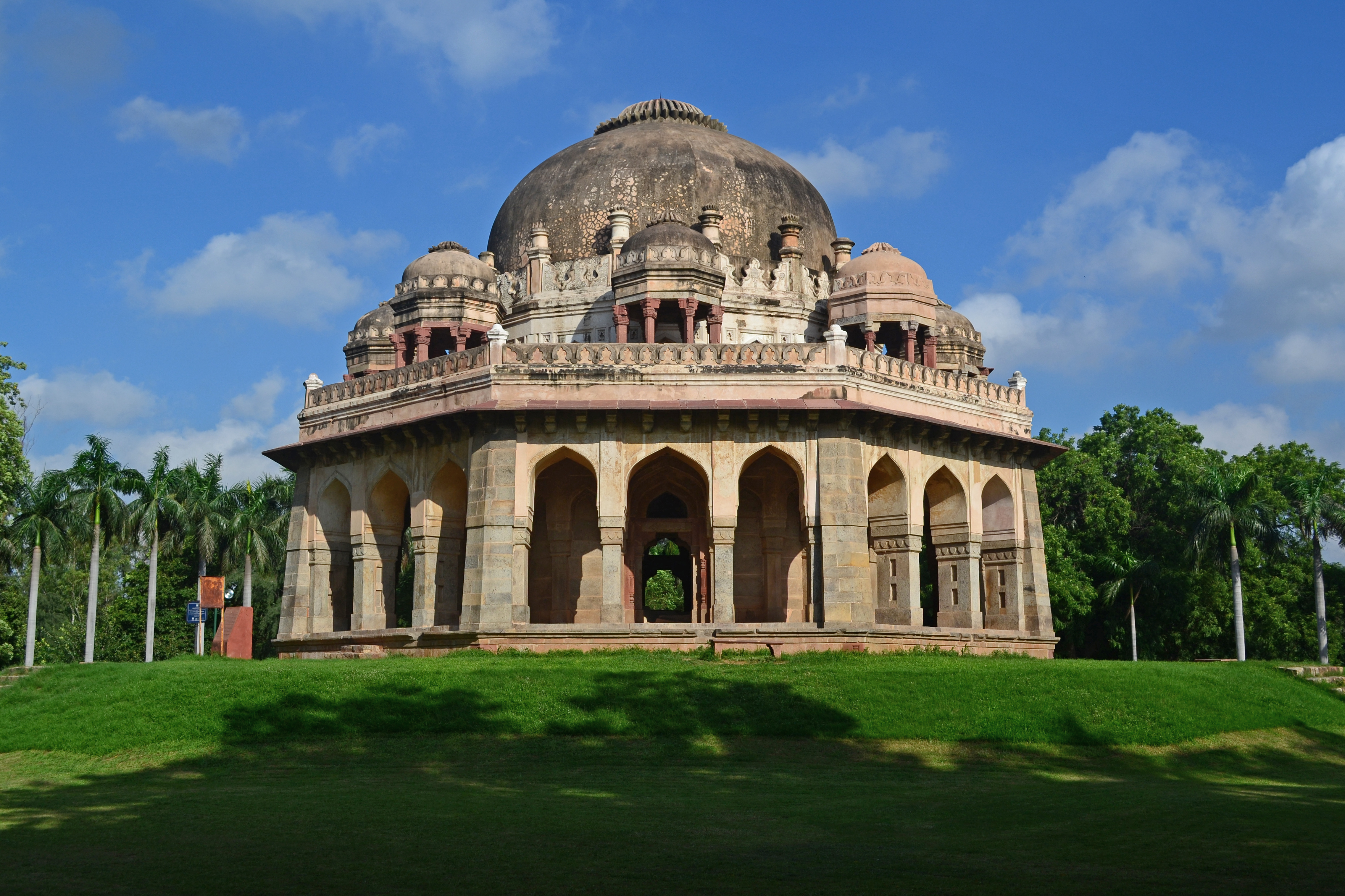
Чатри на мавзолее Мухаммеда Шаха IV в Дели — одни из первых примеров использования в Индии (1445).

Чатри представляют собой круглые, квадратные или многогранные небольшие беседки с четырьмя или более опорными столбами под куполом. Чатри стоят на земле или на некоем фундаменте или крыше. В широком смысле некоторые из нескольких куполов мавзолеев называются также чатри.
В Средние века чатри (в единственном числе или целыми группами) как кенотафы ставились на месте кремации богатых или выдающихся индуистских деятелей.

## Распространение
Исламские правители Северной Индии возводили ранние чатри на дворцах и гробницах. Затем чатри попали в дворцовую и мемориальную архитектуру правителей Раджастхана (прежде Раджпутаны). Мавзолеи или мемориальные чатри встречаются преимущественно в окрестностях городских центров (например, Дели, Агра, Гвалиор, Орчха, Удайпур, Джайпур, Биканер, Джайсалмер и т. д.) или на святых местах (Вриндаван, Варанаси). В сельской местности подобные сооружения строились крайне редко. В южной Индии чатри встречаются редко и в основном как архитектурный элемент строений XIX — начала XX века (например, во дворце Майсура).
Примечателен тот факт, что чатри часто дополняет архитектуру мавзолеев, дворцов, ворот, так называемых барабанных домов (наггаркхана) и пр., но редко мечети (исключение — мечеть Фатехпура Сикри и Агра).

## История

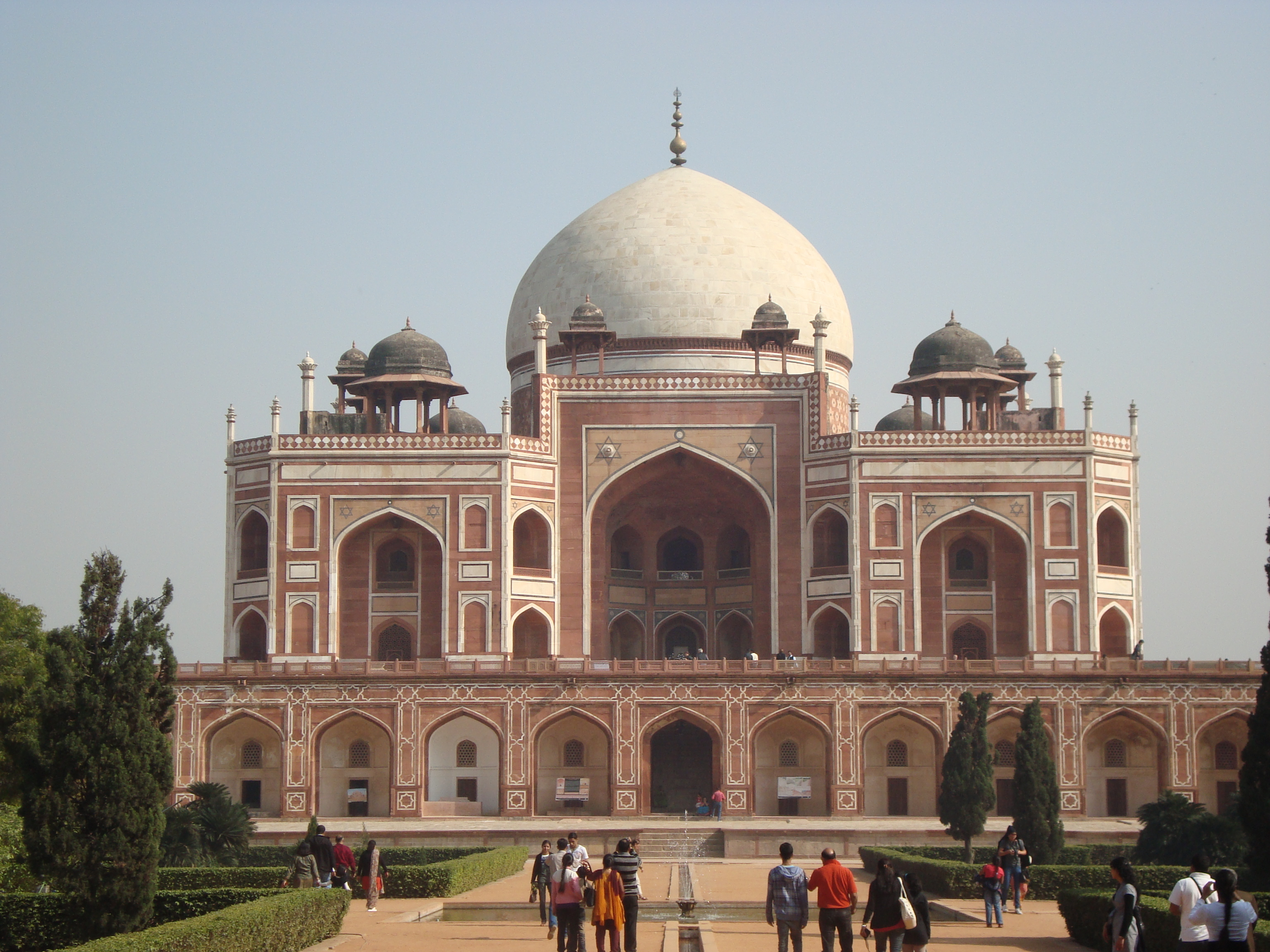
Мавзолей Хумаюна, Дели (1570)

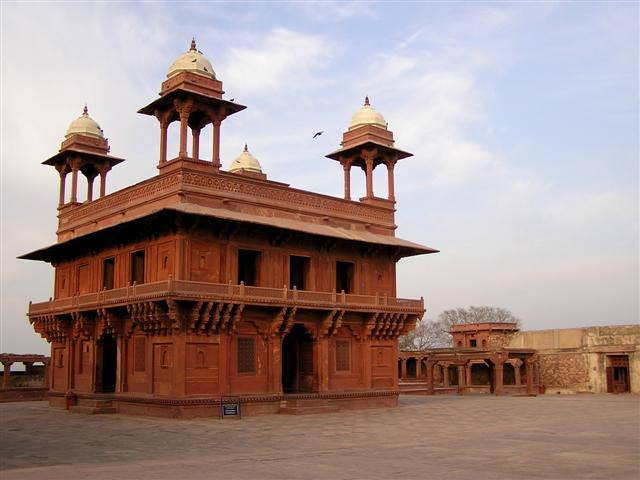
Диван-и-Кхас в Фатехпур-Сикри, Раджастхан (ок. 1580)

Чатри этимологически происходит от чаттра (мн. число чаттравали) и обозначает куполообразный свод буддийской ступы классического периода или расположенные позади статуи стоящего Будды V/VI века почётные шатры (примеры выставлены в музее Сарнат), имевшие сакральное церемониальное значение и, вероятно, относившиеся ко времени добуддистских правителей.
Чатри не встречаются в древнейших (сохранившихся) индуистских храмах V—VI веков (например, Храм-Гупта или Талагунда). Позже к индуистской архитектуре примешались похожие формы, как «зонтичный купол» в дравидском стиле (например, в Махабалипураме или в Канчипурам); частично в стиле чалукья VII / VIII веков в Бадами и его окрестностях, а также в архитектуре чола. Не ясно как эти постройки оказали влияние на возводимые спустя почти 400—800 лет чатри в индо-исламской и раджпутской архитектурах Индии. Предположительно, они могли быть навеяны павильонными башнями 1000—1200 годами н. э. в армянской архитектуре, но поодиночке, а не в группах; или персидско-османскими киосками также встречающиеся одиночно.
В ранних памятниках индо-исламской архитектуры чатри ещё не встречаются (например, надгробные памятники Гийяс-уд-дин Туглак-шаха I (1325), Фируз-шах Туглака (1388) в Дели или Хошанг-шаха в Манду (1435)). Ранний пример — мавзолей шаха Мохаммеда IV 1445 года в Дели. Ещё примерами являются гробница Шер-шаха (1540) в Сасараме, Бихар. Начиная с Моголов чатри активно используются в могольской архитектуре, мавзолее Хумаюна в Дели, затем спустя несколько десятилетий — в различных постройках в Фатехпур-Сикри, мавзолее Итимад-Уд-Даула и Тадж-Махале в Агре, в мавзолее Биби-ка-Макбара в Аурангабаде.
От представительной архитектуры Моголов чатри в XVII веке переходит в дворцовую архитектуру правителей Раджпута и мемориальные комплексы, называемые в целом «чатри». Некоторые из этих чатри имеют бенгальские крыши, что выглядит соответственно.
В период британского колониализма чатри были составным элементом индо-сарацинского стиля (например, Мемориал Виктории в Калькутте, Ворота Индии в Бомбее, Правительственный музей в Мадрасе).

## Примеры
- Фатехпур Сикри (Уттар Прадеш) (XVI век): на крыше зала приёмов (Диван-и-Кхас) в каждом углу стоит по одному квадратному чатри. Мечеть (Джама Масджид) над её пештаком и стрельчатой крышей венчает чатри.
- Джайпур (Раджастхан): кенотаф Мооси-Махарани-ки-чатри посвящён царице Джайпура.
- Джодхпур (Раджастхан): Ясвант Тада (1899) — беломраморный мавзолей в честь Махараджи Ясванта Сингха II.
- Регион Шекхавати (Раджастхан): среди наиболее известных примеров — красивые чатри Рамдутт-Гоенка (1888) в Дундлоде, а также чатри в Бисау, Парсурампура, Кирори, Джхунджхуну, Рамгархе, Мукунгархе, Чуру, Махатсаре и в Удаипурвати.
- Индаур (Мадхья-Прадеш): Кришнапура чатри; Болиа Саркарс чатри (1858).
- Шивпури (Мадхья-Прадеш): «Царский чатри», кенотафы династии Шинде. Мраморный мавзолей Мадхо-Рао-Сциндиа с великолепной резьбой.

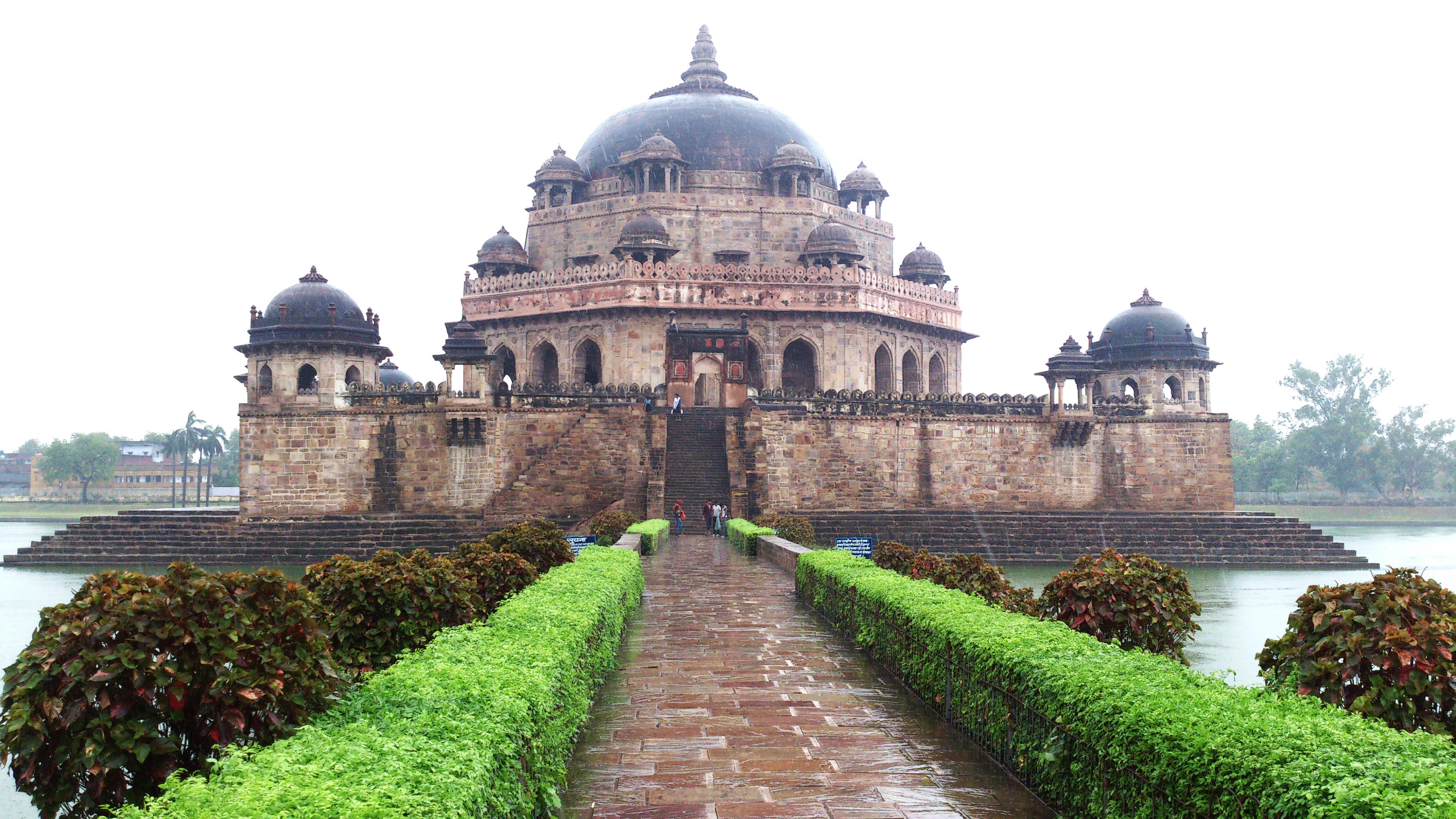
Мавзолей Шер-шаха в Бихаре (около 1540)
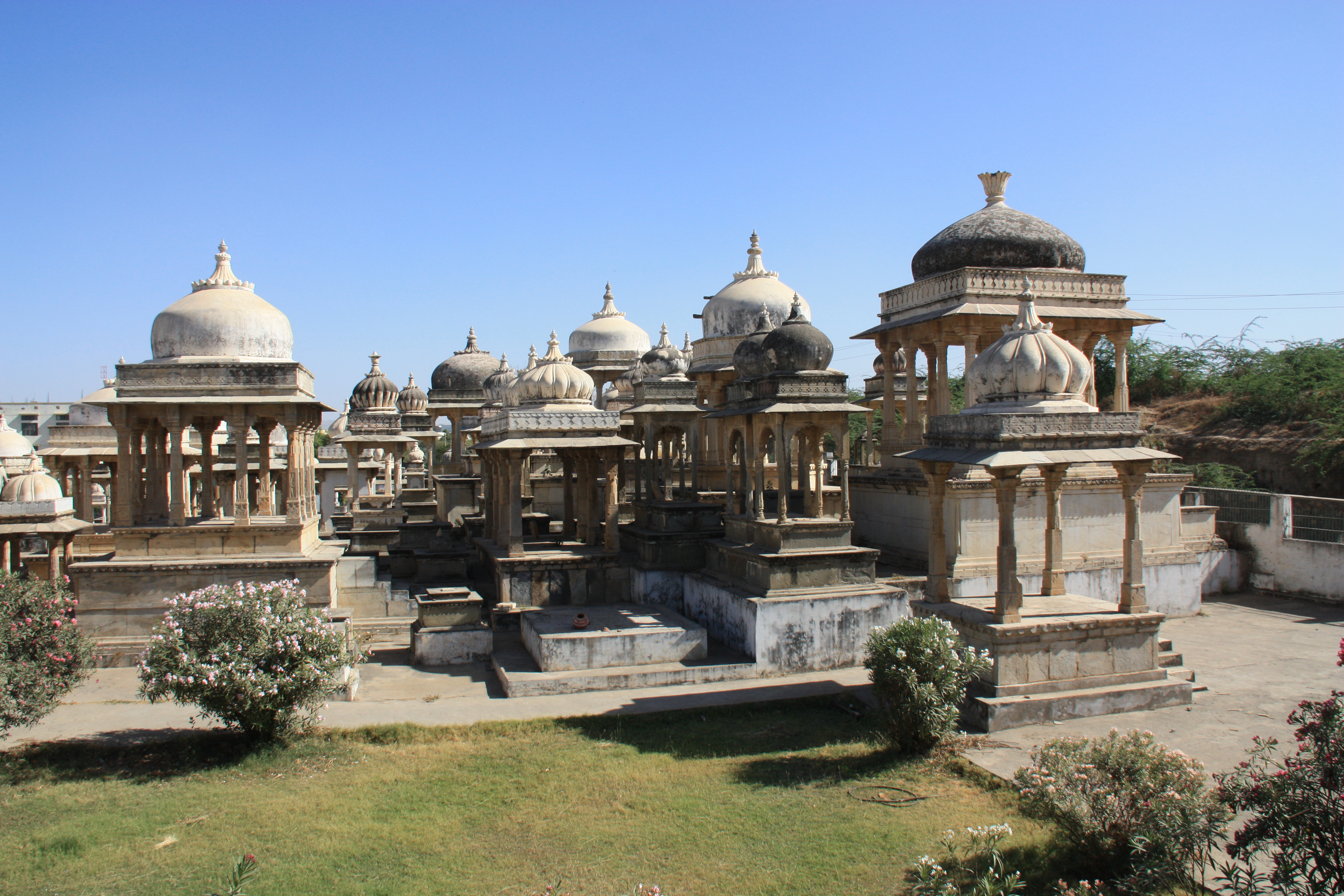
Чатри в виде кенотафов в Махаранас, Удайпур, Раджастхан (XVII - XX века)
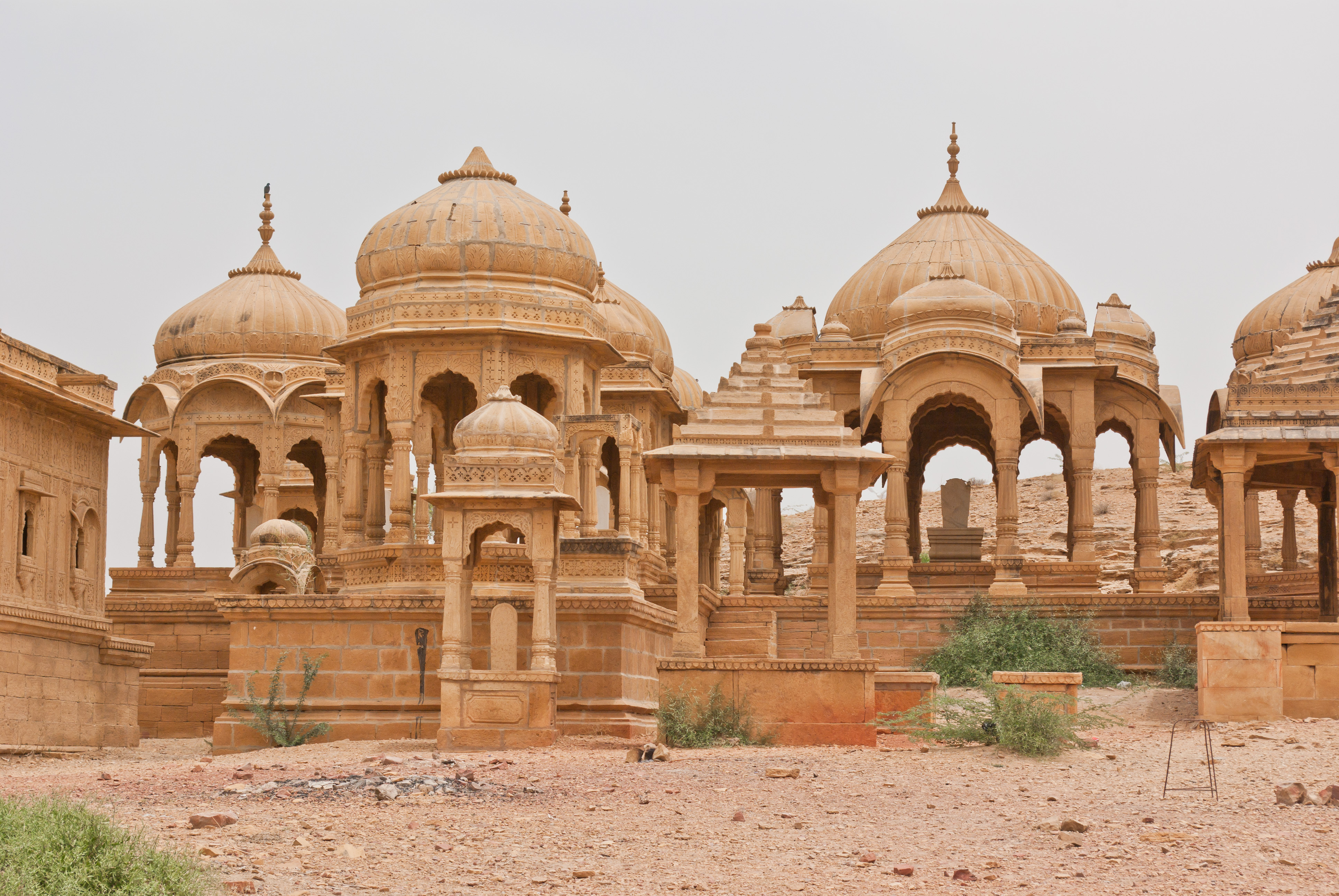
Чатри как кенотафы в Джайсалмере, Раджастхан (XVII - XX века)
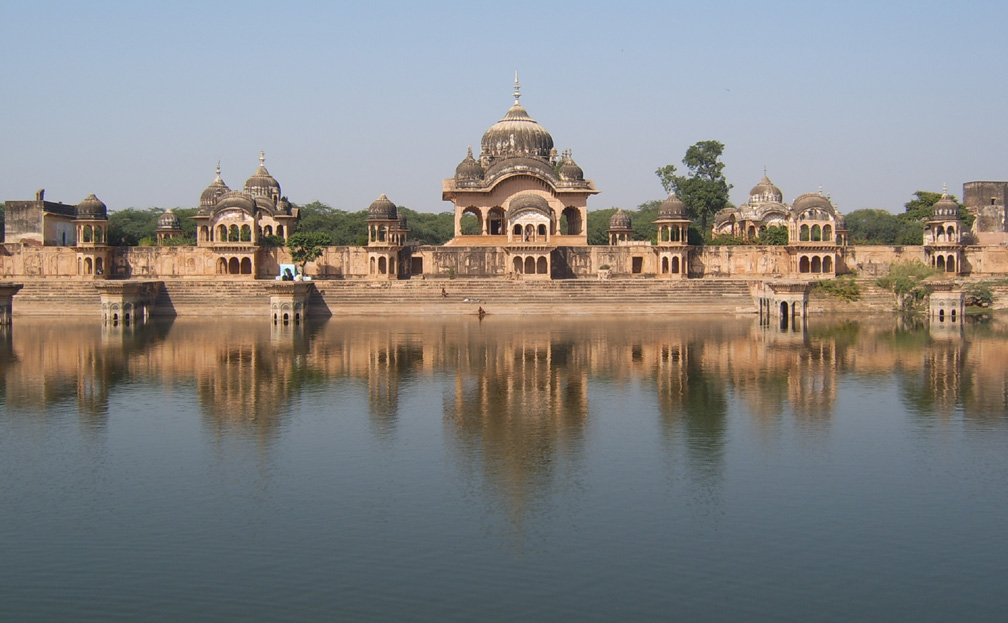
Чатри в Матхура, Уттар-Прадеш (XVIII - XIX века)
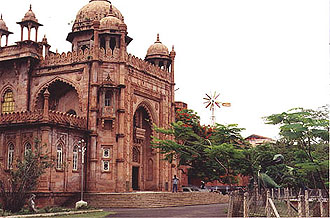
Чатри на Правительственном музее (XIX век), Ченнаи, Тамилнад
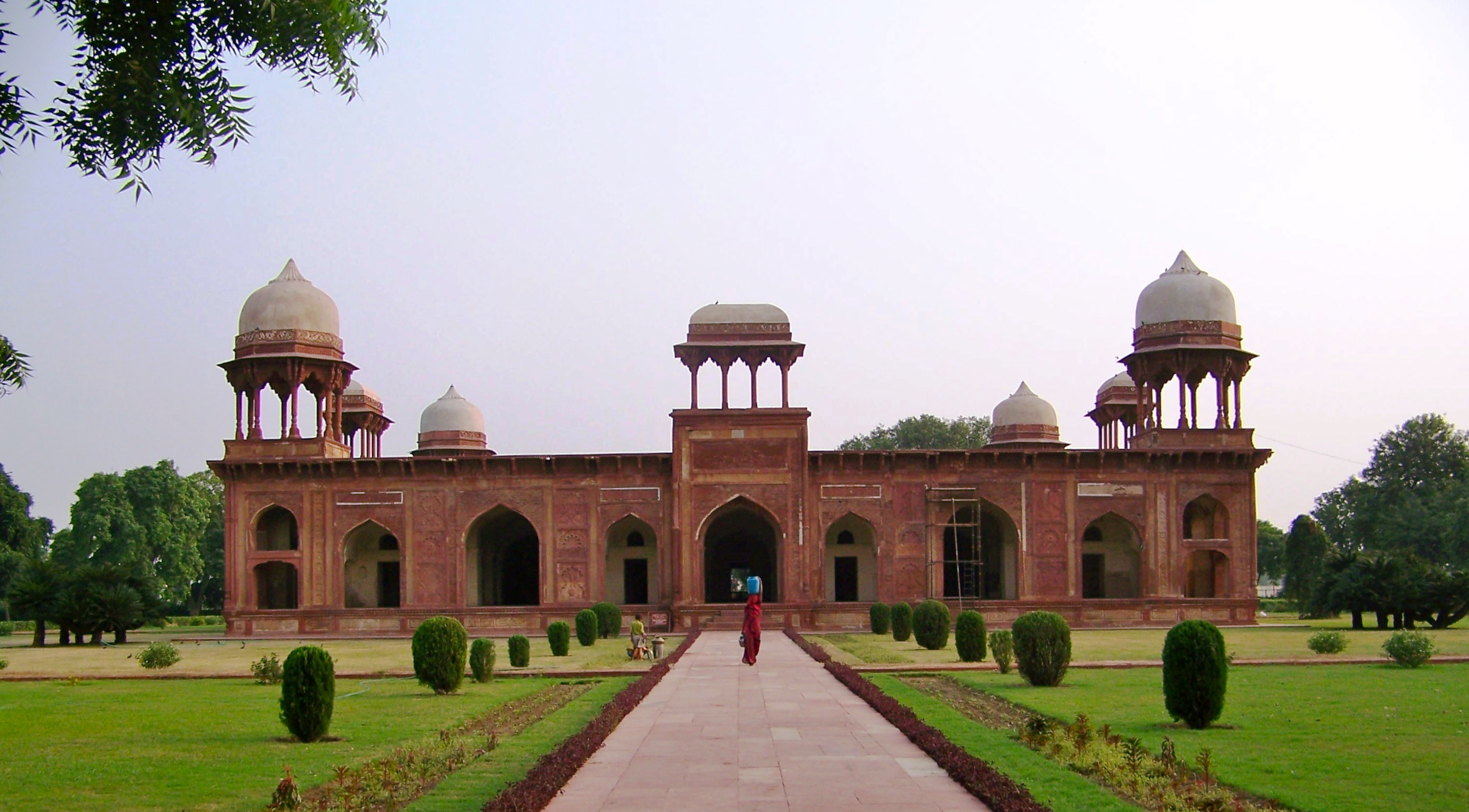
Гробница Мариам, Сикандра, Агра

## Специальные формы
Чапаркат — редко встречающаяся продолговатая форма чатри, чей вытянутый купол покоится на четырёх или восьми опорах. Чаще дополняет портал мечети или, как в мавзолее Акбара и гробнице его жены Мариам — в центре всех четырёх сторон.
Небольшая башнеобразная кровля, напоминающая раскрывшийся бутон лотоса, называется гулдаста.